# جنیفر اوزر
جنیفر اوزر (آلمانی: Jennifer Oeser؛ زادهٔ ۲۹ نوامبر ۱۹۸۳) ورزشکار هفت‌گانه اهل آلمان است.
وی در مسابقات کشوری و بین‌المللی در مجموع برندهٔ ۲ مدال نقره، ۱ مدال برنز شده‌است.